# Chesterbrook (Pennsylvania)
Chesterbrook ist ein Ort (CDP) im Chester County im US-amerikanischen Bundesstaat Pennsylvania. Das U.S. Census Bureau hat bei der Volkszählung 2020 eine Einwohnerzahl von 5.610 ermittelt.
Der Ort, der mit einer Buslinie zur Philadelphia 30th Street Station angebunden ist, ist Sitz vom Arzneimittelhändler AmerisourceBergen und dem Speicherplatzanbieter Fasthosts Internet, Inc. Außerdem betreibt die 1&1 Internet AG hier einen Standort.
Zu der Umgebung ist neben dem Tredyffrin Township mit dem Village Wayne in Richtung King of Prussia auch die Poststation Southeastern zu zählen.